# وجاء الإسلام بالسلام (مسلسل)

## بطولة
| - أبو الفتوح عمارة - أبو بكر عزت:روبرت - احمد الشناوي - أحمد فؤاد سليم - أحمد كمالي - أحمد ماهر - توفيق عبد الحميد - حسن حسني - خالد زكي:فريدريك | - رشاد عثمان - رشوان توفيق - سامية أمين - صلاح الحسيني - عبد الرحمن أبو زهرة - عبد الرحيم حسن:خالد - عبد الله غيث:الملك الكامل - علي خليفة - عمر الحريري:سليمان الحريري | - فاروق نجيب - فاروق يوسف - ليلى حمادة - ليلى طاهر:أسماء - ليلى فوزي:ام فريدريك - محمد إسماعيل - محمد عبد الجواد:أبو القاسم - محمد وفيق:يوسف بن سليمان - محمود أبو جليلة | - محمود مسعود - مديحة حمدي:نعمة الله - مصطفى الدمرداش - مصطفى متولي:حكيم بن سليمان - ميرفت سعيد:هيفاء - نجيب عبده - هالة فاخر - وجدي العربي |

### فريق العمل
| - تمت مراجعة الحلقات بالأزهر الشريف - تمت المراجعة التاريخية بمعرفة د. أحمد شلبي - موسيقى تصويرية وألحان محمد إسماعيل ومحمد نوح - غناء: ياسمين الخيام - مهندس الديكور:صالح المرسي - مهندس ديكور داخلي:سند نور - مهندس ديكور خارجي:إبراهيم العيسوي - تصميم ملابس:زينب هجرس- نجوى عبد الحميد - مدير الإضاءة :فاروق عبد الباقي - مأمون - مصوروا الداخلي: وحيد شريف - عبد الله مصطفى - محمد ثابت - محمود حامد - محمد الهلباوي | - مصوروا الخارجي:محمد عثمان - قدري أبو العلا - مونتاج إلكتروني:لبيب إبراهيم - مدحت بهجت - تسجيل ومونتاج فيديو:سيد عبد الوهاب - رجب عبد الله - مساعد مخرج أول:عادل قطب - أحمد البدري - مساعد مخرج ثاني: سمير العزبي - مدير الإنتاج:عماد عبد الله - توزيع:قطاع الشئون المالية والإقتصادية بإتحاد الإذاعة والتليفزيون - المنتج المنفذ: يوسف عثمان - المخرج المنفذ :رباب حسين - المخرج:أحمد توفيق |